# Лесные пожары в Сибири
Лесные пожары в Сибири — периодически повторяющееся крупномасштабное природное бедствие.
В лесах Сибири ежегодно возникает от 4,5 до 27 тысяч пожаров, которые охватывают площади от 3,5 до 18 миллионов гектаров и наносят значительный экономический и экологический (сгорает 300—500 млн тонн биомассы) ущерб. Выбрасываемые в атмосферу при пожарах частицы аэрозоля влияют на циркуляцию воздушных масс в тропосфере и способны замедлить конвективный теплообмен.
Лесные пожары в России в 2019-2021 годах составили около 10 млн гектаров в год (рост со средних значений 2010-2015 годов примерно в четыре раза). Основная их часть пришлась на пожары в азиатской части страны.
В 2016 г. дымовые аэрозоли от пожаров в Сибири были перенесены воздушными течениями тропосферы на много тысяч километров в европейскую часть России и привели к существенному снижению прозрачности атмосферы над Москвой.
Основной причиной лесных пожаров в Сибири являются сухие грозы. Также, в тех районах Сибири, где ведется интенсивная вырубка лесов, причиной многих пожаров являются умышленные поджоги леса по экономическим причинам. Другим фактором, способствующим лесным пожарам в Сибири является сокращение штата лесников в России в 4 раза после принятия нового Лесного кодекса в 2006 г.
Значительно ухудшилась организация тушения пожаров, оперативное получение информации, организация её использования, оснащённость техникой, обеспечение работников.
В последние годы площадь лесных пожаров в Сибири растет.
Лесные пожары в Сибири имеют и положительную сторону: лесовозобновление хвойных пород и обновление ягодных растений и травяного покрова.

## Лесные пожары в Сибири (1915)
Цитата:

«В 1915 году в Сибири пожары распространились на территории в десять миллионов га, с охватом древесного запаса не менее 1 миллиарда кубометров… Дымом была покрыта площадь, примерно равная всей Европы. Дым в среднем продержался 50 дней, вызвав запоздание созревания хлебов недели на две. Тогда останавливалось судоходство на такой могучей реке как Иртыш, затруднялись рыболовство и охота. Погибали в лесах люди, днем зажигали свет и среди дня пригоняли скот с пастбищ»

## Лесные пожары в Сибири (2015)
Событие произошло в апреле 2015 года на Юге Сибири и сопровождались значительными людскими и материальными жертвами.

## Лесные пожары в Сибири (2019)
Лесные пожары в Сибири — начались в июле 2019 года в труднодоступных районах Красноярского края, Иркутской области, Бурятии, Забайкалья и Якутии. К концу месяца их общая площадь составила 1,13 млн га в Якутии и 1,56 млн га в остальных регионах.
Пожары вызвали смог над крупными городами Сибири.
Региональные чрезвычайные ситуации были введены в пяти субъектах РФ.
Пострадавших и погибших от этих лесных пожаров, среди людей нет.

## Лесные пожары в Сибири (2020)
К середине апреля 2019 года в России горело более 800 тысяч гектаров леса. Сейчас площадь пожаров уже превысила прошлогодние значения почти на полмиллиона гектаров. Специалисты считают, что может повториться ситуация 2010 года: тогда из-за сильных лесных пожаров и смога смертность в Москве резко выросла. При этом тушить пожары становится сложнее из-за режима самоизоляции, а дополнительных средств на предотвращение огня может не хватить — все они уходят на борьбу с коронавирусом и его последствиями. 28 апреля 2020 года глава Минприроды РФ заявил, что недофинансирование лесных полномочий регионов составляет 60 млрд рублей, что является 2/3 от того что нужно, то есть регионы не могут осуществлять охрану лесов от пожаров полноценно. В сети появилась петиция: «Срочно выделить из федбюджета дополнительное финансирование на тушение лесных пожаров». Весенние пожары составили ~52 % от прочих сезонов, сгорело 13,5 млн га 135тыс км², на более чем ~40тыс км² больше чем Кузбасс, или на 20тыс км² меньше чем Вологодская обл.

## Лесные пожары в России (2021)
Лесные пожары в России (2021) — с июня 2021 года охватили таёжные леса в Сибири и на Дальнем Востоке. Последовали за рекордной жарой 2021 года и засухой. К 16 августа 2021 года выгорело более 1,7 млн гектаров (~1,8 млн га всего выгорело 180тыс км² как площадь ненецкого АО или Тыва\Новосибирская обл. Когда был Великий Сибирский пожар в 1915г выгорело 14,2 млн га 142тыс км²)— это больше чем все другие пожары в мире вместе взятые, как минимум со времён появления первых спутниковых наблюдений за Землёй (с конца XX века). Впервые в истории человечества (как минимум с появления спутникового наблюдения) дым от лесных пожаров достиг Северного полюса.

## Лесные пожары в Сибири (2022)
Пожары с 6 мая 2022 года при которых сгорело более 500 домов и погибло более 5 человек.
На 10 мая (во время праздничных дней и после) погибло 16 человек, сгорело ~1300 строений и около ~750 домов. На территориях Омской\Новосибирской\Кемеровских областях и в Красноярском крае.